# Tetramelas graminicolus
Tetramelas graminicolus är en lavart som först beskrevs av Øvstedal, och fick sitt nu gällande namn av Kalb. Tetramelas graminicolus ingår i släktet Tetramelas och familjen Physciaceae.   Inga underarter finns listade i Catalogue of Life.